# Еден Карцев
Еден Карцев (івр. עדן קארצב, нар. 11 квітня 2000, Афула) — ізраїльський футболіст, півзахисник національної збірної Ізраїлю та клубу «Істанбул Башакшехір» та  який грає за «Маккабі» (Тель-Авів) на правах оренди.

## Клубна кар'єра
Народився 11 квітня 2000 року в місті Афула. Вихованець юнацьких команд футбольних клубів «Маккабі» (Хайфа), «Хапоель Асі Гільбоа» та «Маккабі» (Нетанья), а 2014 року потрапив до академії «Маккабі» (Тель-Авів).
12 серпня 2017 року, у віці 17 років, Карцев дебютував у першій команді, вийшовши на заміну в 72-і хвилині матчу Кубка Тото проти «Хапоеля» (Раанана). А вже в січні 2018 року Еден був відданий в оренду в клуб другого дивізіону «Бейтар» (Тель-Авів Рамла), в якому до кінця сезону взяв участь у 12 матчах чемпіонату.
У сезоні 2018/19 він повернувся в «Маккабі» (Тель-Авів) і зіграв один матч у Кубку Тото, перш ніж знову був відданий в оренду, цього разу в «Хапоель» (Хадера), у складі якого у дебютував у Прем'єр-лізі, а 6 квітня 2019 року він забив свій перший гол у вищому дивізіоні у грі проти «Маккабі» з Хайфи. Загалом за команду Карцев зіграв у 16 іграх в усіх турнірах і забив два голи, а наступний сезон 2019/20 провів в оренді в «Хапоелі» (Кір'ят-Шмона), де він зіграв у 27 матчах в усіх турнірах і забив один гол у Прем'єр-лізі.
Перед сезоном 2020/21 Карцев повернувся в «Маккабі» і вже у серпні виграв перший трофей у своїй кар'єрі — Суперкубок Ізраїлю, зігравши в обох матчах проти «Хапоеля» (Беер-Шева). Станом на 15 грудня 2020 року відіграв за тель-авівську команду 2 матчі в національному чемпіонаті.

## Виступи за збірні
2015 року дебютував у складі юнацької збірної Ізраїлю (U-16), загалом на юнацькому рівні взяв участь у 59 іграх, відзначившись 15 забитими голами.
З 2018 року залучався до складу молодіжної збірної Ізраїлю. На молодіжному рівні зіграв у 9 офіційних матчах, забив 1 гол.
11 жовтня 2020 року дебютував в офіційних матчах у складі національної збірної Ізраїлю, вийшовши на заміну на 88-й хвилині в матчі Ліги націй проти Чехії (1:2).

## Титули і досягнення
- Володар Кубка Тото (3):

«Маккабі» (Тель-Авів): 2020, 2023-24
«Маккабі» (Нетанья): 2022-23
- Володар Суперкубка Ізраїлю (1):

«Маккабі» (Тель-Авів): 2020
- Володар Кубка Ізраїлю (1):

«Маккабі» (Тель-Авів): 2020-21
- Чемпіон Ізраїлю (1):

«Маккабі» (Тель-Авів): 2023-24